# アラム・ハチャトゥリアン
- アラム・ハチャトゥリアン
- アラム・ハチャトゥリャン
- アラム・ハチャトゥリャーン
- アラム・ハチャトリアン
- アラム・ハチャトリャン

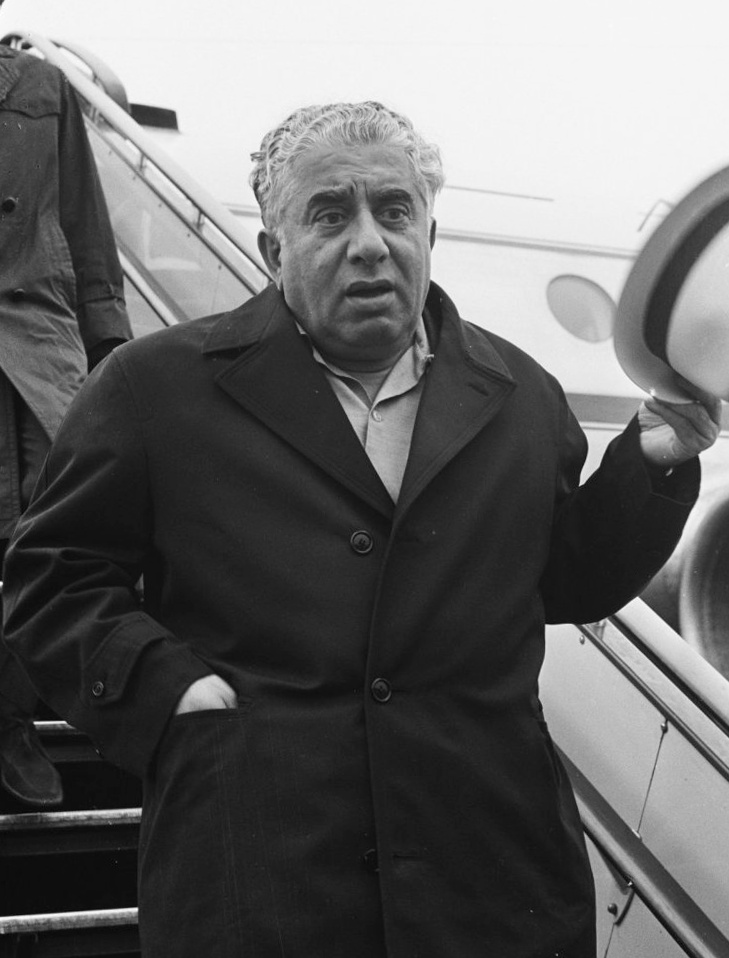
ハチャトゥリアン（1964年）

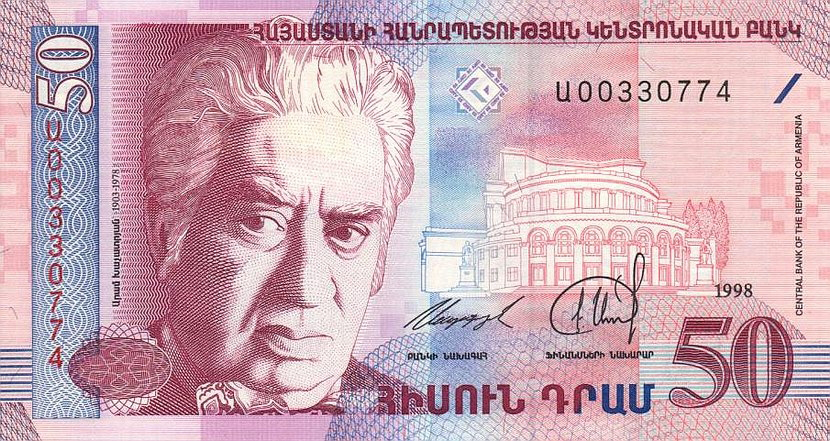
アルメニアの50ドラム紙幣

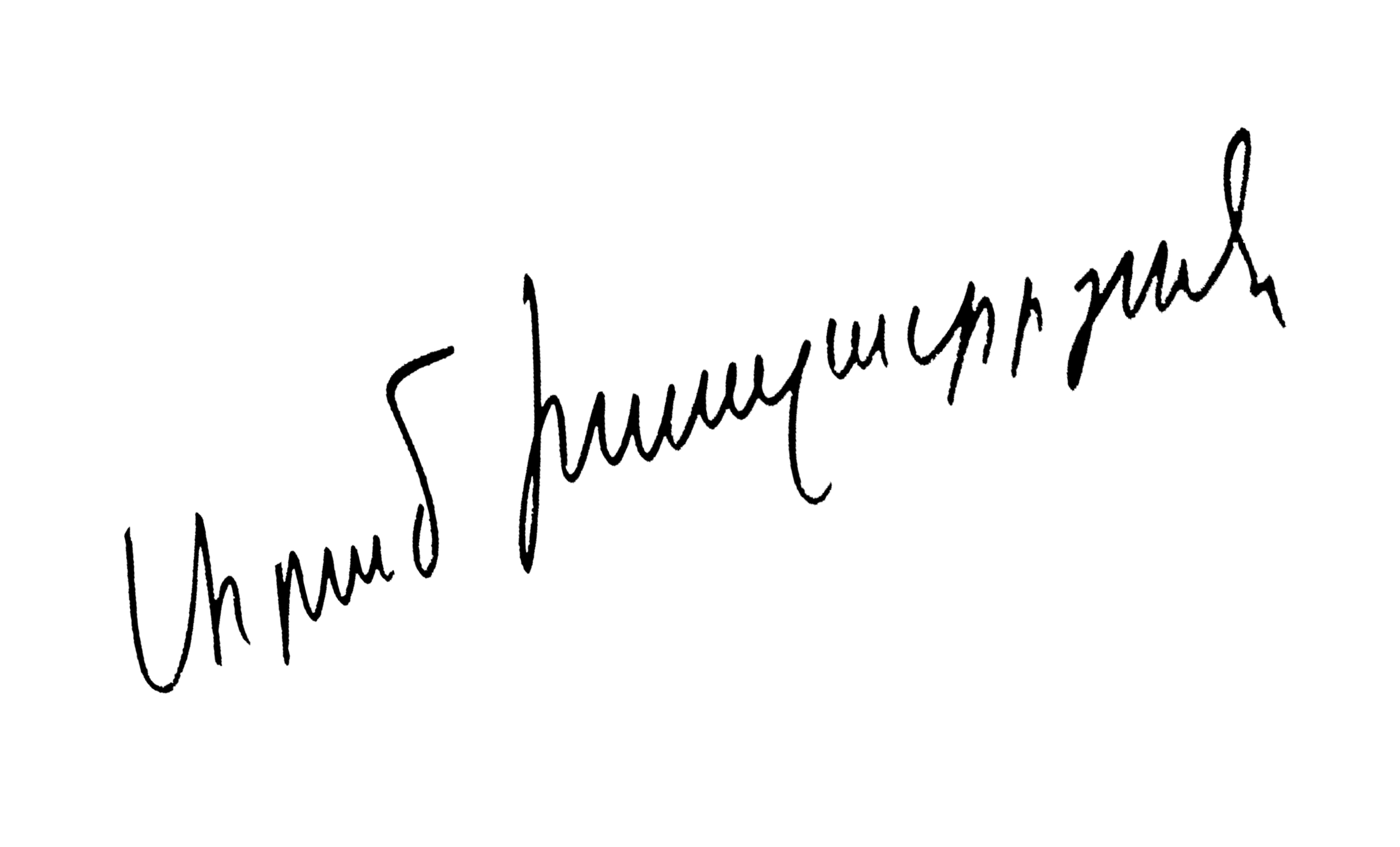
アルメニア語でのサイン

アラム・イリイチ・ハチャトゥリアン（アルメニア語: Արամ Խաչատրյան [ɑˈɾɑm χɑt͡ʃʰɑt(ə)ɾˈjɑn], グルジア語: არამ ხაჩატურიანი, ロシア語: Ара́м Ильи́ч Хачатуря́н/Хачатря́н (Aram Il'ich Khachaturian/Khachatrian)  ロシア語発音, 1903年5月24日（グレゴリオ暦6月6日） - 1978年5月1日）は、旧ソビエト連邦の作曲家、指揮者。アルメニア人であり姓は、ハチャトゥリャーン、ハチャトゥリャンなどとも表記される。ソ連人民芸術家。プロコフィエフ、ショスタコーヴィチと共にソ連を代表する作曲家である。

## 来歴
1903年、ロシア帝国支配下にあったグルジア（現在のジョージア）のティフリス（トビリシ）でアルメニア人の家庭に生まれた。モスクワで音楽を学んだ。レーニン賞など多数の賞を受け、高い評価を受ける一方、自作の指揮者としても活躍。映画音楽も手がけ、チェコスロバキア国際映画祭個人賞も受賞した。作品の中でも、バレエ音楽「ガヤネー（ガイーヌ）」から抜粋した演奏会用組曲がとりわけ演奏機会が多く、中では「剣の舞」が、アンコールピース、オーケストラ入門曲、映像BGMなどとして知られる。民族的な伝統を大切にし、独自の価値観とエネルギーに満ちた作風であり、異色の光彩を放っている。仮面舞踏会はミハイル・レールモントフ（1814～1841）の演劇「仮面舞踏会」がモスクワのヴァフタンゴフ劇場で公演されるのに合わせて作曲された。虚飾と欺瞞に満ちた帝政ロシアの貴族社会における悲劇として描かれた。
甥に作曲家カレン・ハチャトゥリアンがいる。
アルメニアで発行されている50ドラム紙幣に肖像が使用されている。

## 年譜
- 1903年 - 製本工の息子としてティフリスに生まれ、コーカサス地方で民族音楽に親しみながら育つ。
- 1921年 - 大学入学のためモスクワに向かう途上に演奏会に出たのがきっかけで音楽の才能を認められ、音楽の勉強を正式に始める。
- 1922年 - グネシン音楽専門学校のチェロ科、作曲科。
- 1929～1934年 - モスクワ音楽院でミャスコフスキー、ワシレンコなどに学ぶ。
- 1933年 - ミャスコフスキーの弟子であったニーナ・マカロワと結婚。
- 1936年 - 「ピアノ協奏曲 変ニ長調」で名声を博す。
- 1948年 - スターリン主義的文化政策の中心ジダーノフによる音楽批判（ジダーノフ批判）の対象となり、「形式主義的退廃音楽家」とされる。（1959年に名誉回復）
- 1953年 - 論文「創造の大胆さとインスピレーションについて」（社会主義リアリズム音楽理論の発展）に関して、アメリカの音楽評論家タウブマンと論争を展開。
- 1956年 - グネーシン音楽学校とモスクワ音楽院で教授。
- 1963年 - 来日。京都市交響楽団、結成直後の読売日本交響楽団と共演。
- 1978年 - 没。

## ハチャトゥリアンの音楽
ハチャトゥリアンは、アルメニア・アゼルバイジャン・ジョージアなどコーカサス地方の民族音楽の影響がうかがわれる、オリジナリティ溢れる印象的な曲の数々を作曲した。
作風は大胆、強烈と評価され、国民楽派の延長として民族的要素を取り入れた社会主義リアリズムの代表的作曲家と見なされる。

### 作品
1926年（23歳）
- ヴァイオリンとピアノのための舞曲

1929年（26歳）
- ヴァイオリンとピアノのための詩曲haha

- 弦楽四重奏曲
- クラリネット・ヴァイオリン・ピアノのための3重奏曲
- ピアノのためのトッカータ

1933年（30歳）
- ウズベク民謡主題による2つの小曲（吹奏楽曲）
- 舞踏組曲（管弦楽曲）

1934年（31歳）
- 交響曲第1番 ホ短調
- 映画『ペポ』

1936年（33歳）
- ピアノ協奏曲 変ニ長調

1938年（35歳）
- 混声合唱と管弦楽のための「スターリンの詩」

1939年（36歳）
- バレエ曲『幸福』、『ガヤネー（ガイーヌ）』

1940年（37歳）
- ヴァイオリン協奏曲 ニ短調
- 『ヴァレンシアの寡婦（ヴァレンシアの未亡人）』（劇音楽）
- 『仮面舞踏会』（ミハイル・レールモントフの劇のための音楽）
1943年の組曲版の構成は、ワルツ、ノクターン、マズルカ、ロマンス、ギャロップの5曲。

1942年（39歳）
- 「大祖国戦争の英雄たちに」（行進曲）
- バレエ『ガヤネー（ガイーヌ）』（初演）（3幕6場）
剣の舞、子守唄、ばらの乙女達の踊り、ガイーヌのアダージョ、レズギンカ、山岳人の踊り、など

1943年（40歳）
- 組曲『ガヤネー（ガイーヌ）』第1番・第2番・第3番（管弦楽曲）

1944年（41歳）
- 交響曲第2番 ホ短調「鐘」
- アルメニア・ソヴィエト社会主義共和国国歌

1945年（42歳）
- 2台のピアノのための組曲
- 映画『囚人217号』

1946年（43歳）
- チェロ協奏曲 ホ短調（英語版）
- 3つの演奏会用詠唱（独唱と管弦楽のための作品）

1947年（44歳）
- 交響曲第3番 ハ長調「交響詩曲」
- 子どものためのアルバム 第1集（ピアノ曲）

1948年（45歳）
- ウラジーミル・イリイチ・レーニン追悼の頌歌（管弦楽曲）

1949年（46歳）
- 映画『スターリングラードの戦い』（The Battle of Stalingrad）

1950年（47歳）
- 映画『秘密任務』

1952年（49歳）
- 組曲『ヴァレンシアの寡婦』
導入部、セレナーデ、歌、こっけいな踊り、間奏曲、舞曲

1953年（50歳）
- 映画『ウシャコフ提督』

1954年（51歳）
- 『スパルタクス』（バレエ曲）
- 管弦楽のための祝典序曲

1955年（52歳）
- 組曲『スパルタクス』第1番・第2番・第3番（管弦楽曲）
- 『幸福の頌歌』（メゾソプラノ独唱、合唱、10のハープと40のヴァイオリンの合奏、管弦楽のための作品）
- 映画『オセロー』（監督：セルゲイ・ユトケーヴィチ）

1956年（53歳）
- バレエ『スパルタクス』 （初演）（4幕9場）
- 映画『永遠のかがり火』

1959年（56歳）
- 歓迎序曲（管弦楽曲）
- ピアノのためのソナチネ

1961年（58歳）
- ピアノソナタ

1962年（59歳）
- ヴァイオリンと管弦楽のためのコンチェルト・ラプソディー

1963年（60歳）
- チェロと管弦楽のためのコンチェルト・ラプソディー

1965年（62歳）
- ヴァイオリンとチェロのためのラプソディー
- 子どものためのアルバム 第2集（ピアノ曲）

1968年（65歳）
- ピアノと管弦楽のためのコンチェルト・ラプソディー（改訂版）

1976年（73歳）
- 無伴奏ヴァイオリンのための「幻想ソナタ」
- 無伴奏チェロのための「幻想ソナタ」

## ハチャトゥリアンが出演した映画作品
- 1968年『作曲家・ハチャトゥリアン』（マリアンナ・タブログ監督、劇場未公開）
- 1979年『アラム・ハチャトゥリヤン』（Yu・アリドーヒン監督、劇場未公開）